# Zoran Pančić
Zoran Pančić (25 de septiembre de 1953) es un deportista yugoslavo que compitió en remo. Participó en tres Juegos Olímpicos de Verano entre los años 1976 y 1984, obteniendo dos medallas, plata en Moscú 1980 y bronce en Los Ángeles 1984.

## Palmarés internacional
| Juegos Olímpicos | Juegos Olímpicos             | Juegos Olímpicos  | Juegos Olímpicos |
| Año              | Lugar                        | Medalla           | Prueba           |
| ---------------- | ---------------------------- | ----------------- | ---------------- |
| 1980             | Moscú (URSS)                 | Medalla de plata  | Doble scull      |
| 1984             | Los Ángeles (Estados Unidos) | Medalla de bronce | Doble scull      |